# 16-те тисячоліття до н. е.
Шістнадцяте тисячоліття до н. е. (XVI) — часовий проміжок з 16 000 по 15 001 рік до нашої ери.

## Події
- Мадленська культура — (15-7 тисячоліття до н. е.) у Центральній та Західній Європі протягом останнього льодовикового періоду.
- Період між 17-м та 15-м тисячоліттям до н. е.) — можливий час створення малюнків у печері Ласко в Дордоні, на південному заході Франції[1].